# سلك دبلوماسي

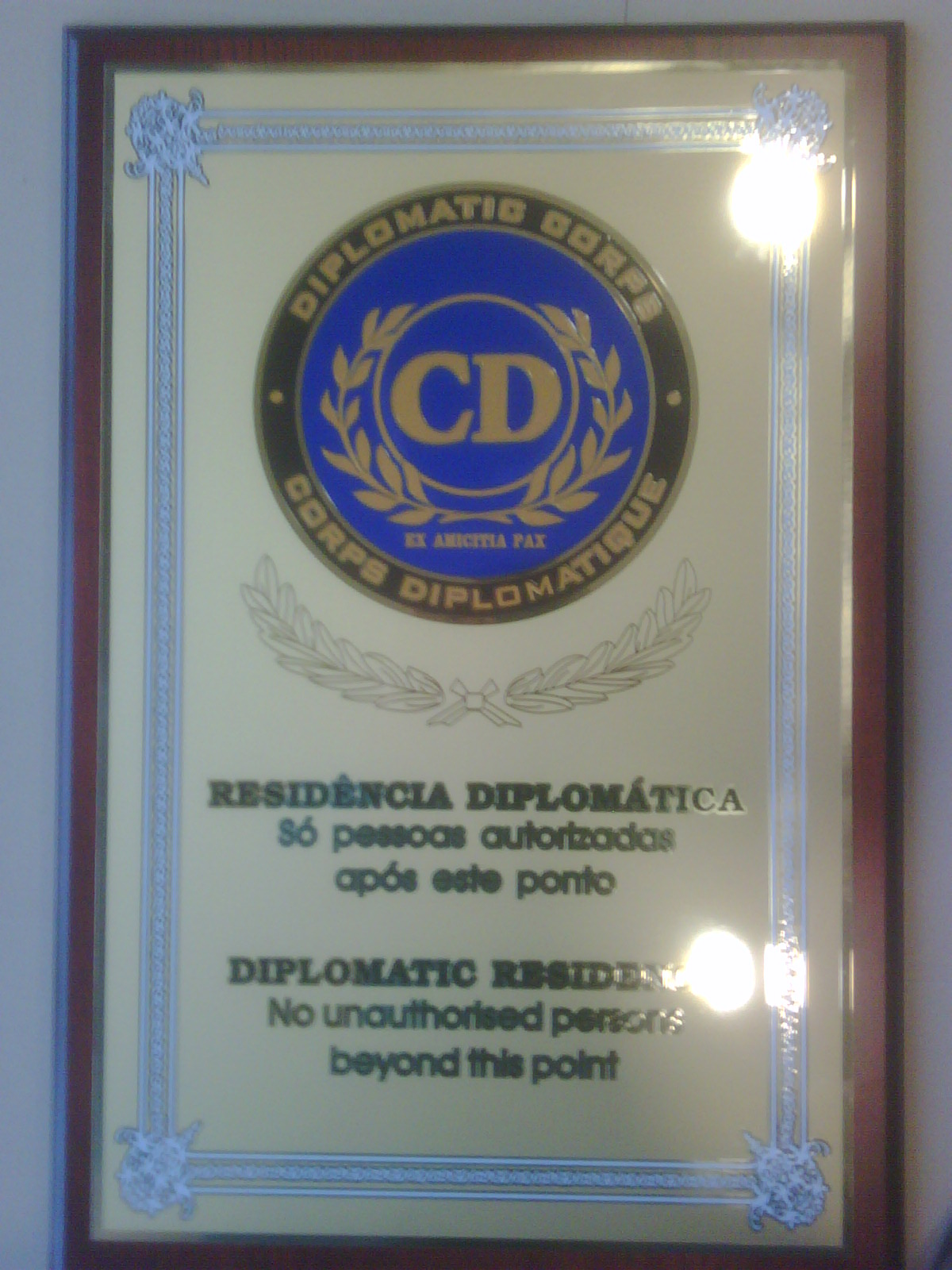
لوحة السلك الدبلوماسي المستخدمة في بعض السفارات والبعثات الدبلوماسية

السلك الدبلوماسي  (بالإنجليزية:Diplomatic corps) هو مجموع ممثلي البلدان الأجنبية في بلد ما، وخلافه الخدمة الدبلوماسية وهي مجموع ممثلي بلد واحد المعتمدين في بلد آخر.

## عميد السلك الدبلوماسي

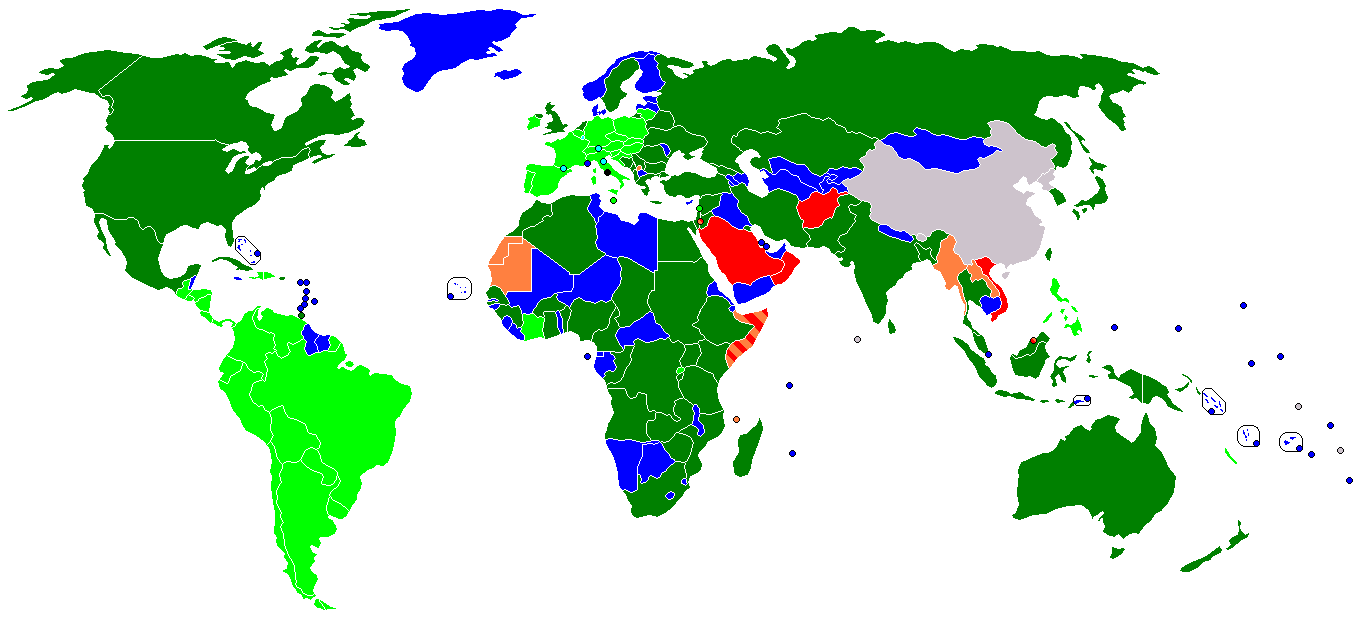
دولة مدينة الفاتيكان
العلاقات الدبلوماسية والمهمة المقيمين، السفير البابوي هو خارج مرتبة السفراء ومع امتيازات إضافية <المرجع> مثل في ترتيب الأسبقية.
العلاقات الدبلوماسية والاعتماد غير مقيم مع امتيازات إضافية
العلاقات الدبلوماسية والمهمة المقيمين، السفير البابوي لدى وضع السفراء منتظم
العلاقات الدبلوماسية والاعتماد غير المقيمين، ووضع السفراء منتظم
اتصال رسمي مع الحكومة، ولكن لا توجد علاقات دبلوماسية
ممثل للمجتمعات الكاثوليكية فقط، ولا توجد علاقات دبلوماسية

## روابط خارجية
- عمداء الولايات المتحدة "السلك الدبلوماسي: 1893 إلى الوقت الحاضر